# HAKUTO-R ミッション1
HAKUTO-R ミッション1 (ハクトアール　ミッションワン、M1) は、日本の航空宇宙企業ispaceの月着陸機。同社の月探査プログラムHAKUTO-Rの最初のミッションに位置付けられている。このミッションではispaceの月面ローバーは搭載されないものの、アラブ首長国連邦の政府宇宙機関MBRSCが開発した月面ローバーラシッドを月面まで運ぶ。着陸機の組み立てはドイツで行われた。
HAKUTO-R ミッション1はスペースXのファルコン9ロケットによって2022年12月11日に打ち上がった。月面着陸ミッションは4か月半後の2023年4月26日に実施された。

## 概要
HAKUTO-R ミッション1はispace初の月着陸ミッション。このミッションには同社の月着陸機「シリーズ1」が使用される。2021年よりドイツで機体の組み立てが開始された。2022年12月11日にアメリカフロリダ州のケープカナベラル宇宙軍施設より打ち上がった。なお相乗りでNASAの月探査機ルナー・フラッシュライトがM1と一緒に打ち上げられた。打ち上げから3、4か月後にM1は月面に着陸する計画で、M1の管制は東京日本橋にあるispaceのミッションコントロールセンターより行われた。

## 搭載される貨物
以下の貨物がHAKUTO-R ミッション1の着陸機によって月面に運ばれる予定となっていた。
固体電池
日本特殊陶業が開発した全固体電池。月面で実証実験を行う。
月面探査ローバーラシッド
MBRSCが開発した4輪の月面探査ローバー (月面車) 。
変形型月面ロボットSORA-Q
JAXAがタカラトミー、ソニー、同志社大学と共同で開発中のロボット。着陸機内にはコンパクトに収納された状態で搭載され、月面到着後に走行用の形状に変形する。JAXAが研究中の有人与圧ローバーの評価用に月面の画像データなどを取得する。
人工知能のフライトコンピューター
カナダのMission Control Space Services (MCSS)社が開発した機器。Rashidが撮影した画像内の地形を認識する。
カメラ
カナダのCanadensys社の360度カメラ。
HAKUTOクラウドファンディングネームプレート
Google Lunar X Prizeに参加していたHAKUTOがクラウドファンディングで募った出資者の名前が刻まれたプレート。当時HAKUTOが開発していた月面ローバー「SORATO」に搭載される予定だった。
HAKUTO応援歌サカナクション音源DISC・SORATO設計データ
サカナクションの楽曲「SORATO」を収録したM-DISC。

## 運用
HAKUTO-R ミッション1は2022年12月11日にアメリカのケープカナベラル宇宙軍施設から打ち上がり、リフトオフから47分後にロケットから分離した。分離直後、着陸機との通信や姿勢が不安定な状態となっていたが、燃料を予定より多く使用することで約3時間後に解消できたという。打ち上げから約5時間後、ispaceはM1との交信を確立したことを発表。12月12日の時点では姿勢や電力、着陸機の基幹システムに問題はないと発表された。12月14日、ispaceは着陸機に搭載されたカメラが撮影した画像を初めて公開。ロケットから分離した19時間後にispaceのカメラが撮影した地球の画像と、顧客であるCanadensys社の360度カメラがロケット分離2分後に遠ざかるファルコン9ロケットの上段の様子を捉えた画像が公開された。12月15日には打ち上げ後初めて推進系を稼働させ、予定していた軌道への投入に成功した。12月16日、着陸機に搭載された貨物に問題がないことの確認が済んだ。
2023年1月2日には2週前の12月15日に続き2度目の軌道変換を実施。1月12日、深宇宙での運用期間が1か月に達した。ミッション1はなるべく多くの貨物を搭載するため、遠回りだが燃料を節約できる弾道捕捉という軌道を飛行した。打ち上げ後、着陸機は地球から遠ざかる方向へ飛行し、日本時間1月20日夜には地球からの距離が約137.6万kmに達した。これは民間資本を中心に開発されかつ民間企業が運用する宇宙機としては、過去のどの宇宙機よりも地球から遠くを飛行したことになる。以後は地球と月の近くまで徐々に戻り、3月21日に月周回軌道へ投入された。2023年4月13日1時8分 (UTC)、高度100 km の円軌道に到達し、残る軌道制御は目標地点に合わせたタイミングで着陸するだけとなった。この時点で着陸地点の候補は3個所が想定されており、地点によって異なる時期（4月26日から5月3日までのいずれか）に着陸が試みられる予定だった。そして着陸は4月26日に行われた。

### 月面着陸
2023年4月26日0時40分 (JST) ごろ、高度100 kmからの着陸態勢に入った。1時40分ごろに着陸の予定で、着陸時刻までほぼ予定通りの展開で進行し、着陸直前に機体の姿勢は垂直が保たれていたことも確認されている。着陸時に通信が途切れることも想定内だったが、その後通信が回復することはなかった。同日午前にispaceは記者会見を開き、通信が回復しないためにSuccess 9（月面着陸の完了）が達成できないことを認めた。得られたデータから、着陸の最終盤で降下速度が急に速くなったことを明かした。高度計から得られたデータに何らかの不具合があり、高度ゼロと見込んだ時点でまだ月面に到達しておらず、結果として推進剤を使い切ってハードランディング（硬着陸）したと推測された。着陸機は月面へ降り立つ直前、メインのスラスタを停止し、補助の200Nスラスタのみでゆっくりと降下を続けるようプログラミングされていた。そのため検出された高度データがマイナスとなってもしばらくはそのまま降下していたが、このゆっくりとした降下は燃料の消耗が激しく、やがて燃料を使い切り、最終的に墜落した。得られた知見は今後の計画にフィードバックされるとしている。
5月23日、アメリカ航空宇宙局は、月周回衛星ルナー・リコネサンス・オービターが着陸予定地付近で4つの影を撮影したことを発表した。
5月26日にispaceは、ソフトウェアに原因があって着陸機が約 5 kmの上空から自由落下したと発表した。このソフトウェアはクレーター辺縁部の急激な高低差（約 3 kmの崖）を感知したことで高度センサが故障したものと判断してしまい、高度センサを遮断した結果、高度ゼロと見積もられた地点に約 5 kmもの誤差が出たという。結果的に推進剤が切れて自由落下したという当初の予想が裏付けられた形である。ソフトウェア開発後に着陸目標が変更された影響が充分に考慮できていなかったとしている。ispaceは着陸後のミッション継続は不可能と結論付けている一方で、後続の機体のハードウェアに大きな改修は不要であるため、今後のミッションに影響は無いとしている。

### マイルストーン
ispaceはM1が打ち上がってから月に着陸するまでの間に達成する目標として10のマイルストーンを設定している。2023年4月14日時点ではSuccess 8までが完了している。
| マイルストーン | 内容                                                 | 達成状況 |
| -------------- | ---------------------------------------------------- | -------- |
| Success 1      | 打ち上げ準備の完了                                   | 完了     |
| Success 2      | 打ち上げ及び分離の完了                               | 完了     |
| Success 3      | 安定した航行状態の確立                               | 完了     |
| Success 4      | 初回軌道制御マヌーバの完了                           | 完了     |
| Success 5      | 深宇宙航行の安定運用を1か月間完了                    | 完了     |
| Success 6      | 月周回軌道投入前の全ての深宇宙軌道制御マヌーバの完了 | 完了     |
| Success 7      | 月重力圏への到達/月周回軌道への到達                  | 完了     |
| Success 8      | 月周回軌道上の全てのマヌーバの完了                   | 完了     |
| Success 9      | 月面着陸の完了                                       | 未完     |
| Success 10     | 月面着陸後の安定状態の確立                           | 未完     |

## 月保険
HAKUTO-R ミッション1は三井住友海上火災保険の「月保険」に契約した最初の事例となっている。このサービスは三井住友海上火災保険がispaceと共同開発したもので、M1の機体がロケットと分離してから、月面着陸後に地球との交信が確立されるまでの間に生じた損害が補償の対象となる。一方着陸機に搭載された個別の貨物へ生じた損害には保険は適用されない。宇宙特有の課題として、損害が発生した際それを目視等で直接確認するのが難しいため、月保険ではM1の着陸機から地球へ送られるデータを基に保険金給付の判定がなされる。過去に政府機関の月探査機に保険が掛けられたことはあるものの、民間企業の月着陸機に保険が掛けられるのは世界初である。